# Fuertes
En el universo imaginario del escritor británico J. R. R. Tolkien y en su novela El Señor de los Anillos, los fuertes (en el original inglés: Stoors) son una subraza de los hobbits que viven en la Comarca.

## Descripción
Se caracterizan por ser, como su nombre indica, los más fuertes y de constitución corporal más sólida. Tienen los pies y las manos más grandes y son los únicos con algún rastro de barba, aunque no suele pasar de un poco de pelo en la barbilla. Por su conocimiento de los ríos, los fuertes son el único de los pueblos hobbits que no le teme al agua y sabe nadar y construir embarcaciones. 

## Historia
Originalmente vivían en las Tierras Áperas, más precisamente en los Valles del Anduin en las cercanías del río Gladio, en sus campos. En donde se dedicaron, básicamente, a la actividad pesquera. 
Siguieron a los pelosos en su desplazamiento hacia el Oeste entre 1150 y 1300 de la Tercera Edad del Sol. Pero al cruzar las Montañas Nubladas, por el Paso Alto, la mayoría siguió el curso del río Sonorona hasta las cercanías de Tharbad, instalándose en la zona de Nîn-in-Eilph, porque era geográficamente muy parecida a sus tierras de origen. Un grupo se instaló en las tierras de El Ángulo, y se mezcló con los albos y los pelosos. Cuando el Rey Brujo se instaló en Angmar (c. 1300 T. E.), este grupo se fue a vivir con el resto, en el sur, y solo una pequeña parte se volvió a vivir a Rhovanion. Estos fueron los antepasados de Gollum.
Cuando se trasladaron a la Comarca, los fuertes se mezclaron mucho con los otros pueblos pero se instalaron, principalmente, en la Cuaderna del Sur y en las cercanías del río Brandivino. Los habitantes de Marjala, del Valle Largo y de Los Gamos tenían un importante componente de sangre fuerte. Estos hobbits fueron los primeros en abandonar el uso de smials subterráneos y en construir casas y graneros de material con varios pisos y techos de paja.